# Theta Carinae
Theta Carinae (θ Car / θ Carinae) è una stella azzurra visibile nella costellazione della Carena. È l'astro centrale e il più luminoso dell'ammasso aperto noto come Pleiadi del Sud (IC 2602), e segna anche il limite nordorientale dell'asterismo della Croce di diamante. Possiede pure un nome proprio, in realtà poco conosciuto, Vathorz Posterior col significato che allude a un oggetto che segue il bagnasciuga (probabilmente riferito alla superficie dell'acqua lungo la Nave Argo); il nome è di origine nordico - latina.

## Osservazione
Theta Carinae è una stella situata nell'emisfero celeste australe. La sua posizione è fortemente australe e ciò comporta che la stella sia osservabile prevalentemente dall'emisfero sud, dove si presenta circumpolare anche da gran parte delle regioni temperate; dall'emisfero nord la sua visibilità è invece limitata alle regioni temperate inferiori e alla fascia tropicale. La sua magnitudine pari a 2,8 le consente di essere scorta con facilità anche dalle aree urbane di moderate dimensioni.
Il periodo migliore per la sua osservazione nel cielo serale ricade nei mesi compresi fra febbraio e giugno; nell'emisfero sud è visibile anche per buona parte dell'inverno, grazie alla declinazione australe della stella, mentre nell'emisfero nord può essere osservata limitatamente durante i mesi primaverili boreali.

## Caratteristiche fisiche

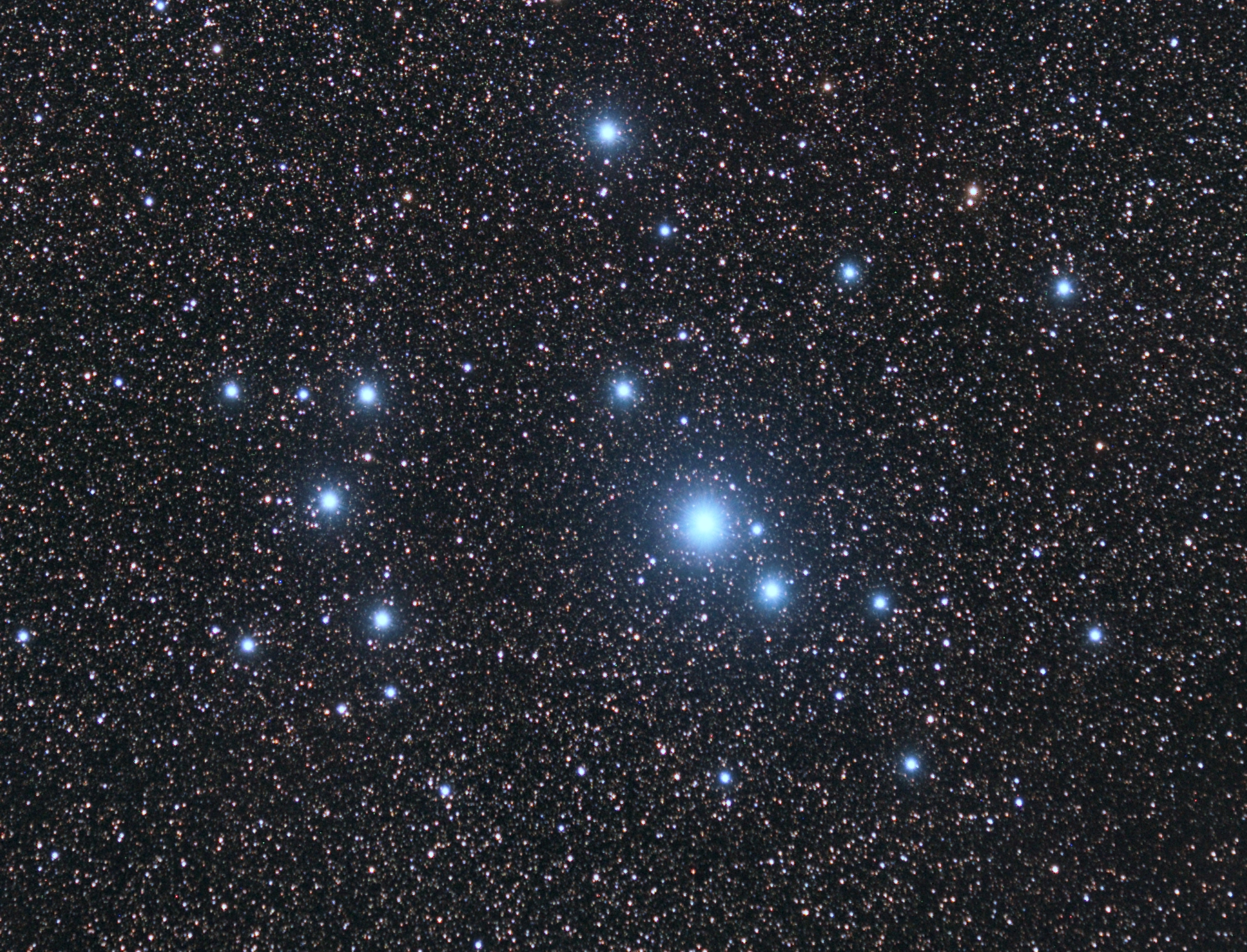
θ Carinae è la stella più luminosa in questa fotografia dell'ammasso delle Pleiadi del Sud.

La stella è una bianco-azzurra di sequenza principale di classe B0Vp, dove la "p" indica che è una stella peculiare, ricca di silicio; è piuttosto giovane avendo pochi milioni di anni, ed ha una massa 15 volte superiore a quella solare, che fa supporre che il destino finale della stella sarà quello di esplodere in una brillante supernova.. 
Fa parte dell'ammasso delle Pleiadi del Sud, che ha tuttavia 34 milioni di anni ed è quindi molto più vecchio della stella, per questo considerata una vagabonda blu. Questa classe di stelle ha solitamente avuto un'evoluzione anomala, spesso derivata dalla fusione di due o più stelle tra loro. Pare comunque essere una binaria spettroscopica, con una compagna cento volte meno luminosa che le orbita attorno in 2,2 giorni; anche un trasferimento di massa tra le due componenti potrebbe spiegare l'età e la peculiarità spettrali della principale.
La sua magnitudine assoluta è di -2,87 e la sua velocità radiale positiva indica che la stella si sta allontanando dal sistema solare.